# رئيس تنفيذي للتدقيق
الرئيس التنفيذي للتدقيق (بالإنجليزية: Chief audit executive، واختصارًا: CAE)، أو مدير التدقيق، أو مدير التدقيق الداخلي، أو المراجع العام، أو المراقب العام، هو مدير تنفيذي مستقل رفيع المستوى تقع على عاتقه المسؤولية الشاملة لعملية التدقيق الداخلي.
عادةً ما يكون لدى الشركات التي تطرح أسهمها للتداول بشكل علني إدارة تدقيق داخلي، يقودها رئيس تنفيذي للتدقيق، يتبع من الناحية الوظيفية إلى لجنة التدقيق التابعة لمجلس الإدارة، ويكون موكلًا برفع التقارير الإدارية إلى المدير العام التنفيذي.
تُعتبر هذه المهنة غير منظمة، رغم وجود عدد من الهيئات الدولية المعنية بوضع المعايير، مثال على ذلك معهد المدققين الداخليين. وضع معهد المدققين الداخليين معايير للممارسة المهنية للتدقيق الداخلي وتضم أكثر من 150000عضو يمثلون 165 دولة، بما في ذلك نحو 65000 مدقق داخلي معتمد.
تُعد وظيفة الرئيس التنفيذي للتدقيق في جوهرها وظيفة مستقلة؛ وإلا فقد تضطرب فعاليتها وتنخفض جودتها (ولكن هناك مستويات عديدة في الاستقلالية والكفاءة). لا يُشغل منصب الرئيس التنفيذي للتدقيق إلا في حال وجود مستوى ثالث من الإدارة في المؤسسة، والذي يجب أن يكون مستقلًا عن الإدارة في المستوى الأول (تنتمي طبقة المستوى الأول إلى إدارة المنظمة، المسؤولة في المقام الأول عن التصرف وفقًا لقواعد المنظمة) والمستوى الثاني على التوالي (وهي وحدات الدعم، أي القانونية، والموارد البشرية، وإدارة المخاطر، والرقابة المالية، إلخ). يُعتبر الاستقلال الفعال نتيجةً لكل من سلوك الرئيس التنفيذي للتدقيق، بالإضافة إلى امتيازات/ضمانات أقرتها المنظمة أو قُدمت من قبل مديري المنظمة (على سبيل المثال، مجلس الإدارة أو لجنة التدقيق).
نظرًا لكون الرئيس التنفيذي للتدقيق مدركًا لكل من المخاطر والضوابط وخطة الشركة والبيئة التنظيمية، فقد يتحمل الرئيس التنفيذي للتدقيق مسؤوليات تنظيمية إضافية تتجاوز التدقيق الداخلي التقليدي.

## السلوك الاستقلالي
يجب أن يكون الرئيس التنفيذي للتدقيق مستقلًا في أداء واجباته/واجباتها، حتى يتمكن/تتمكن من أداء عمله/عملها بحرية دون التدخل الخارجي، وبأكبر قدر ممكن من الموضوعية. يسمح الاستقلال له/لها بإصدار أحكام محايدة وغير متحيزة، وهذا ما يُعتبر أمرًا ضروريًا للتقييم السليم للإدارة والضوابط. ويسمح له/لها باستعراض الإجراءات المالية والإجراءات والقرارات بطريقة منفصلة. وهذا ما قد يصبح أمرًا مهمًا عند تقديم تأكيد موضوعي حول إطار الرقابة الداخلية.

## الاستقلال التنظيمي
تتطلب وظيفة الرئيس التنفيذي للتدقيق الاستقلال التنظيمي عن الإدارة لأداء دوره بفعالية، ولتفعيل عملية التقييم غير المشروط لأنشطة الإدارة والموظفين. يمكن تحليل ذلك في النقاط الموضحة أدناه:
- (للحصول على تحليل مختلف حول الاستقلال، راجع الاستقلال التنظيمي الذي حُلل بواسطة معهد المراجعين الداخليين)

يجب ضمان جميع العناصر التالية للرئيس التنفيذي للتدقيق وفقًا للقواعد الأساسية للمنظمة، أو ذكرها في ميثاق التدقيق المعتمد من لجنة التدقيق وتعميمها في المنظمة (معيار معهد المراجعين الداخليين 1110 المتعلق بالاستقلال التنظيمي والمعيار 1000C1).

### وظيفة مستقلة: إلغاء تعارض المصالح
على الرغم من أن الرئيس التنفيذي للتدقيق قد يكون جزءًا من الهيكل الإداري للمؤسسة بشكل رسمي (ضمن الرؤساء التنفيذيين)، فإنه لا يشارك في أي عملية متعلقة بصنع القرار الإداري أو يقبل أي مسؤولية في تنفيذ أنشطة الشركة.
قد ينصح الرئيس التنفيذي للتدقيق كلًا من الإدارة (وهذا واجب عندما يتعلق الأمر بالامتثال، وإدارة المخاطر، والضوابط الداخلية ...) ومجلس الإدارة (أو هيئة الرقابة المماثلة) في ما يتعلق بكيفية تنفيذ مسؤولياتهم بشكل أكثر كفاءة. مع المحافظة على حالة الاستقلالية عن الأنشطة التي تجري ملاحظتها أو تدقيقها.

### الاستقلال الهرمي أو التسلسلي
المستفيد الرئيسي من وظائف التدقيق الداخلي هو الجهة المكلفة بالإشراف على أنشطة الإدارة. عادة ما تمثل لجنة التدقيق هذه الجهة، وهي لجنة فرعية تابعة لمجلس الإدارة. يقدم معظم الرؤساء التنفيذيين لتدقيق الحسابات تقارير إلى رئيس لجنة التدقيق في ما يتعلق بأداء واجباتهم بهدف توفير استقلالية هرمية.
من الضروري الاتفاق على التعريف المحدد (والمراجعة المنتظمة) لنطاق الوظيفة بين الرئيس التنفيذي للتدقيق ولجنة التدقيق. يجب أن تحصل خطة العمل السنوية الخاصة بعملية التدقيق الداخلي للحسابات على موافقة لجنة التدقيق أو مجلس الإدارة أو السلطة الحاكمة المناسبة الأخرى (معيار الاستقلال التنظيمي الخاص بمعهد المدققين الداخليين 1110). مع العلم أن هذه الخطة يجب مناقشتها مع الجهات الخاضعة للتدقيق لأسباب عملية.
تقع عملية وضع القواعد والممارسات الداخلية لمديرية التدقيق الداخلي (دليل العمل الخاص بالتدقيق) على عاتق الرئيس التنفيذي للتدقيق.

### الحالة الاستقلالية
يجب ضمان استقلالية الرئيس التنفيذي للتدقيق أثناء أداءه لواجباته من خلال النظام الإداري للموظفين. يجب أن تتمتع لجنة التدقيق وحدها بصلاحية اتخاذ القرار النهائي بشأن تعيين وإقالة الرئيس التنفيذي للتدقيق ومكافأته وتقييم النشاط والتقدم الوظيفي.
يُعتبر الرئيس التنفيذي للتدقيق معرضًا لاتخاذ إجراءات تأديبية بحقه ولكن فقط بموافقة لجنة التدقيق. يمكن أن يحدث هذا إذا كان مهملًا في أداء واجباته.
حق استقلالية التواصل
يقدم الرئيس التنفيذي للتدقيق تقاريره مباشرة إلى لجنة التدقيق والمجلس. يجب أن يقدم الرئيس التنفيذي للتدقيق تقريرًا في كل اجتماع اعتيادي للجنة التدقيق وإذا لزم الأمر للمجلس. يجب توجيه هذه التقارير مباشرة إلى رئيس لجنة التدقيق مع نسخة موازية للمدير العام.
ومع ذلك، يتواصل الرئيس التنفيذي للتدقيق أثناء أداءه لعمله اليومي مع المدير العام وموظفي المنظمة.

### استقلالية الميزانية
على الرغم من أن رواتب الرئيس التنفيذي للتدقيق والمدققين الداخليين تُدفع من قبل الشركة، تجب حماية ميزانية الموارد البشرية لمديرية التدقيق الداخلي من التدخل، وبشكل خاص من المؤسسة الخاضعة لعملية التدقيق. عادةً ما يتمثل الخطر في كون ميزانية التدقيق تُحدد من قبل مدير الموارد البشرية والمديرية العامة، وهذا ما يُعتبر مصدر تدخل محتمل، بالإضافة إلى ممارسة ضغوط ودية للحد من أداء الرئيس التنفيذي للتدقيق كناقد يمتلك وجهة نظر مستقلة. غالبًا ما تكون قرارات الاستئناف الموجهة إلى مجلس الإدارة، حتى المذكورة منها بشكل صريح كجزء من حق الاتصالات للرئيس التنفيذي للتدقيق، غير فعالة في القيود المفروضة على المدى القصير، مع الأخذ بعين الاعتبار القيود الزمنية لعملية وضع الميزانية. يمكن اعتبار الأخذ برأي لجنة التدقيق أفضل الإجراءات عند تقديم الرئيس التنفيذي للتدقيق مشروع ميزانيته، قبل وقت طويل من عملية وضع الميزانية العادية للمنظمة.

### الوصول إلى المعلومات
تُعتبر المعلومات ذات أهمية أساسية لتنظيم عمليات المراجعة الداخلية وإعدادها وتنفيذها. يُمنح مدققو الحسابات المستقلون عمومًا حق الوصول الكامل إلى جميع المعلومات التي يحتاجون إليها لأداء المهام الموكلة إليهم بشكل كامل. تُوضع القيود بشكل منطقي ومحدود على أشياء مثل المعلومات الشخصية في سجلات الموظفين مثل المعلومات الصحية. يشكل تقييد الوصول غير المبرر إلى المعلومات عائقًا كبيرًا أمام مدقق الحسابات المستقل، ويشير إلى أن المنظمة لا تدعم حقًا المدقق المُفوض من قبلها، وهذا ما يستدعي التشكيك في التزامها بتحقيق الإدارة السليمة.

## المهام النموذجية

### حالة إدارة التدقيق الداخلي واستراتيجيتها وتنظيمها
- التأكد من أن كلًا من حالة قسم التدقيق الداخلي (المنصوص عليها في ميثاق التدقيق على سبيل المثال) واستراتيجيتها ومواردها تتماشى وتتوافق مع أهداف المنظمة وسياسة الحكومة.
- وضع السياسات والإجراءات المناسبة لتوجيه وظيفة التدقيق الداخلي، وضمان جودة خدمات الضمان المقدمة.